# Resistència a la flexió

La resistència a la flexió és la tensió flexional en el moment de la ruptura. És igual o lleugerament superior a la tensió de ruptura.

La resistència a la flexió o mòdul de ruptura és una propietat dels materials que es defineix com la tensió límit que pot suportar un material abans d'entrar en fase plàstica en un assaig de flexotracció. L'assaig més comú és el de flexió transversal i consisteix a agafar un espècimen amb una secció transversal circular o rectangular i flexionar-lo mitjançant una tècnica d'assaig de flexotracció de tres punts fins a la seva ruptura o entrada en fase plàstica. La resistència a la flexió correspon a la tensió límit que suporta el material en el moment de la seva entrada en fase plàstica. La tensió s'expressa amb el símbol {\displaystyle \sigma }.